# Jennifer Ehle
Jennifer Anne Ehle (n. 29 decembrie1969, Winston-Salem, Carolina de Nord) este o actriță americană de teatru și film. Ea este, probabil, cel mai bine cunoscută pentru rolul ei ca Elizabeth Bennet în miniseria de succes Mândrie și prejudecată (serie TV 1995), pentru care a câștigat Premiul BAFTA pentru cea mai bună actriță.

## Filmografie (selectivă)
- 1994: Backbeat
- 1995: Pride and Prejudice
- 1997: Paradise Road
- 1997: Wilde
- 1999: The Taste of Sunshine
- 2002: Possession
- 2005: The River King
- 2008: Pride and Glory
- 2010: The King’s Speech
- 2011: Contagion
- 2011–2012: A Gifted Man (serial, 16 episoade)
- 2012: Zero Dark Thirty
- 2014: RoboCop
- 2014–2015: The Blacklist (serial, 2 episoade)
- 2014: Black or White
- 2014: The Forger
- 2014: A Little Chaos
- 2015: Fifty Shades of Grey
- Monstrul (film din 2018)